# Manfred Römbell
Manfred Römbell  (Bildstock, Sarre, 3 de dezembro de 1941 — Saarbrücken, 22 de junho de 2010) foi um escritor alemão.

## Obras
- 1971: Kaltluft, Pforzheim
- Kurze Prozesse. 17 Texte. Wolfgang Fietkau Verlag, Berlin 1973 (Schritte 23) ISBN 3-87352-023-0
- 1976: Richtig lebendig wird es auf dem Friedhof im Herbst, München
- 1977: Brennen mit Licht, Köln
- 1980: Das nächste Fest soll noch größer werden, Dillingen
- 1981: Stadt und Land, Dillingen (com Jürgen Proföhr e Udo Wolter)
- 1982: Durchsichtig ist das Land, Rastatt
- 1984: Vogesenflut, Saarbrücken
- 1989: Rotstraßenzeit, Landau/Pfalz
- 1993: Rotstraßenträume, Landau/Pfalz
- 1995: Grenzüberschreitung, Saarbrücken
- 1996: Rotstraßenende, Blieskastel
- 2001: FernsehSpott, Frankfurt am Main
- 2007: Was blieb von all den Blicken, Blieskastel
- 2009: Doppelleben. Gollenstein-Verl., Merzig 2009, 357 S. ISBN 978-3-938823-49-1